# Bouda (berg i Tjeckien, lat 50,07, long 16,68)
Bouda är ett berg i Tjeckien. Det ligger i den östra delen av landet, 160 km öster om huvudstaden Prag. Toppen på Bouda är 845 meter över havet.
Terrängen runt Bouda är huvudsakligen lite kuperad. Runt Bouda är det ganska tätbefolkat, med 75 invånare per kvadratkilometer. Närmaste större samhälle är Lanškroun, 18,4 km söder om Bouda. Omgivningarna runt Bouda är en mosaik av jordbruksmark och naturlig växtlighet.